# Leinefelde-Worbis
Leinefelde-Worbis település Németországban, azon belül Türingiában. Lakosainak száma 20 053 fő (2023. december 31.).

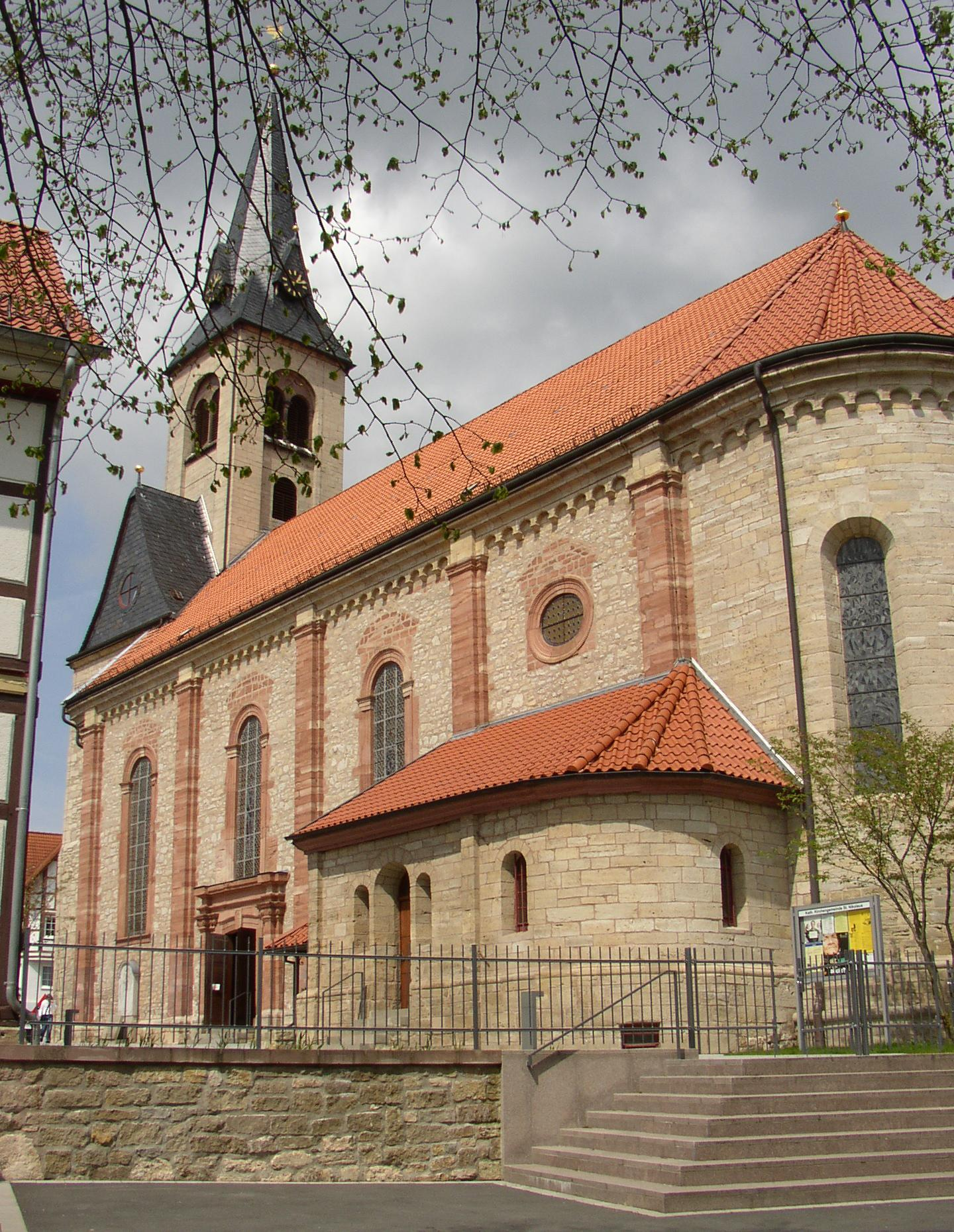
A Szent Miklós-templom (Worbis)

## Népesség
A település népességének változása:
| Lakosok száma | 18 544 | 19 617 | 20 124 | 19 986 | 20 119 | 20 053 |
|               | 2014   | 2017   | 2019   | 2021   | 2022   | 2023   |